# Eberhard Schiffner
Eberhard Schiffner (* 14. Mai 1930 in Großschönau; † 19. November 2020 in Grabfeld) war ein deutscher Politiker (CDU der DDR, CDU). 1990 gehörte er der letzten Volkskammer der DDR an, danach war er bis 1991 Landrat des Landkreises Meiningen.

## Leben und Beruf
Schiffner war studierter Diplom-Volkswirt und promovierte zum Dr. med. vet. Er war Leiter einer staatlichen Tierarztpraxis sowie Veterinärrat. Nach der Wende war er Inhaber eine Firma zur Herstellung von Biogasanlagen in Wolfmannshausen. Schiffner lebte in Rentwertshausen.

## Politik
Bei der Volkskammerwahl 1990 kandidierte Schiffner auf Listenplatz 7 der CDU im Wahlkreis Suhl. Aufgrund des hohen Wahlergebnisses der CDU in diesem Wahlkreis von 50,6 Prozent der Stimmen gewann die CDU in diesem Wahlkreis sieben Mandate. So zog Schiffner in die Volkskammer ein und gehörte dieser bis zu deren Auflösung am 2. Oktober 1990 an.
1990 wurde Schiffner zum Landrat des Landkreises Meiningen gewählt, bereits im folgenden Jahr schied er jedoch aus diesem Amt wieder aus. In dieser Zeit war er auch Kreisvorsitzender der CDU.